# Wixon Valley
Wixon Valley è un centro abitato degli Stati Uniti d'America, situato nella contea di Brazos dello Stato del Texas.

## Geografia fisica
Wixon Valley è situata a 30°45′42″N 96°19′22″W (30.761566, -96.322682).
Secondo lo United States Census Bureau, ha un'area totale di 1,8 miglia quadrate (4,7 km²), di cui 1,8 miglia quadrate (4,7 km²) è terreno e 0,04 miglia quadrate (0,10 km², 1.11%) è acqua.

## Società

### Evoluzione demografica
Secondo il censimento del 2000, c'erano 235 persone, 85 nuclei familiari, e 70 famiglie residenti nella città. La densità di popolazione era di 131,0 persone per miglio quadrato (50,7/km²). C'erano 88 unità abitative a una densità media di 49,1 per miglio quadrato (19,0/km²). La composizione etnica della città era formata dal 91,06% di bianchi, il 7,66% di afroamericani, lo 0,43% di altre razze, e lo 0,85% di due o più etnie. Ispanici o latinos di qualunque razza erano il 2,55% della popolazione.
C'erano 85 nuclei familiari di cui il 34,1% avevano figli di età inferiore ai 18 anni, il 68,2% erano coppie sposate conviventi, il 15,3% aveva un capofamiglia femmina senza marito, e il 16,5% erano non-famiglie. Il 12,9% di tutti i nuclei familiari erano individuali e il 9,4% aveva componenti con un'età di 65 anni o più che vivevano da soli. Il numero di componenti medio di un nucleo familiare era di 2,76 e quello di una famiglia era di 3,03.
La popolazione era composta dal 30,2% di persone sotto i 18 anni, il 6,4% di persone dai 18 ai 24 anni, il 28,9% di persone dai 25 ai 44 anni, il 19,6% di persone dai 45 ai 64 anni, e il 14,9% di persone di 65 anni o più. L'età media era di 36 anni. Per ogni 100 femmine c'erano 85,0 maschi. Per ogni 100 femmine dai 18 anni in giù, c'erano 76,3 maschi.
Il reddito medio di un nucleo familiare era di 53.750 dollari, e quello di una famiglia era di 59.063 dollari. I maschi avevano un reddito medio pro capite di 35.417 dollari contro i 25.938 dollari delle femmine. Il reddito medio pro capite era di 33.915 dollari None of the famiglie e il 3,0% della popolazione erano living sotto la soglia di povertà, incluso il 6,5% di persone sopra i 64 anni.